# University of the Pacific
De University of the Pacific (UOP), kortweg Pacific genoemd, is een Amerikaanse privé-universiteit in Stockton (Californië). Pacific heeft ook een campus in Sacramento waar de McGeorge School of Law gevestigd is. In San Francisco heeft Pacific haar Dugoni School of Dentistry. In 2012 waren er 6.652 studenten ingeschreven op de campus in Stockton. De tandartsenschool van Pacific telde 508 studenten, terwijl de rechtenschool in Sacramento 854 ingeschreven studenten had.
De universiteit bezit een uitgebreide collectie rond de jazzmuzikant Dave Brubeck, een alumnus van Pacific, die in 1953 een live-album getiteld Jazz at the College of the Pacific uitbracht. Daarnaast huisvest Pacific de grootste verzameling van John Muirs schrijfsels. Deze collecties maken, samen met enkele andere onderdelen, deel uit van de Holt-Atherton Special Collections.

## Geschiedenis
De universiteit werd in 1851 opgericht als het California Wesleyan College (CWC). Het instituut was tot in de late jaren 1960 geaffilieerd met de United Methodist Church. In 1871 verhuisde de campus naar San Jose en opende de universiteit haar deuren voor vrouwelijke studenten. Daarmee werd het CWC de eerste gemengde universiteit in Californië. In 1911 kreeg de universiteit de naam College of the Pacific (COP, ook Pacific genoemd). In 1923 verhuisde de campus opnieuw, nu naar Stockton. In 1961 werd de huidige naam aangenomen.

## Alumni
Enkele bekende alumni van de University of the Pacific zijn:
- Dave Brubeck, jazzmuzikant
- Robert Culp, acteur en regisseur
- Jamie Lee Curtis, actrice en schrijfster
- Noreen Evans, politica
- Hubert Klyne Headley, componist en muzikant
- Chris Isaak, rockmuzikant
- Janet Leigh, actrice
- Bill Lockyer, politicus
- Bridget Marquardt, model en actrice
- Steve Martini, schrijver
- Darren McGavin, acteur
- George Moscone, politicus
- Jo Van Fleet, actrice